# Tom i Viv
Tom i Viv (títol original en anglès: Tom & Viv) és una pel·lícula britànico-estatunidenca dirigida per Brian Gilbert, estrenada el 1994. Ha estat doblada al català.

## Argument
Biografia de T. S. Eliot. Primera Guerra Mundial (1914-1918). El jove poeta anglès Thomas S. Eliot corteja a Vivianne, la filla d'una aristocràtica família. Com ell no té diners, la parella decideix fugir per poder casar-se. Eliot compta amb la protecció del filòsof Bertrand Russell. El matrimoni s'instal·la en un modest habitatge, i Eliot es veu obligat a acceptar un treball en un banc per poder tirar endavant. Molt aviat l'esposa del poeta mostra una personalitat desequilibrada que es manifesta a través de continus canvis d'humor. Finalment, el poeta aconsegueix publicar el seu primer llibre

## Repartiment
- Willem Dafoe: Tom Eliot
- Miranda Richardson: Vivienne Haigh-Wood
- Rosemary Harris: Rose Haigh-Wood
- Tim Dutton: Maurice Haigh-Wood
- Nickolas Grace: Bertrand Russel
- Joanna McCallum: Virginia Woolf
- Roberta Taylor: Ottoline Morrell
- James Greene: Dr. Cyriax
- Lou Hirsch: Capità Todd

## Rebuda
"Plena de força gràcies, principalment, a les creïbles interpretacions de la seva parella protagonista."

## Premis i nominacions[calcitació]

### Nominacions
- 1994. BAFTA a la millor pel·lícula britànica
- 1994. BAFTA a la millor actriu per Miranda Richardson
- 1995. Oscar a la millor actriu per Miranda Richardson
- 1995. Oscar a la millor actriu secundària per Rosemary Harris
- 1995. Globus d'Or a la millor actriu dramàtica per Miranda Richardson